# 1155
Високе Середньовіччя •  Золота доба ісламу •  Реконкіста •  Хрестові походи •  Київська Русь

## Геополітична ситуація
Візантію очолює Мануїл I Комнін (до 1180). Фрідріх Барбаросса став імператором Священної Римської імперії (до 1190), Людовик VII Молодий королює у Франції (до 1180).
Апеннінський півострів розділений: північ належить Священній Римській імперії, середню частину займає Папська область, більша частина півдня належить Сицилійському королівству. Деякі міста півночі: Венеція, Піза, Генуя тощо, мають статус міст-республік.
Південь Піренейського півострова в руках у маврів. Північну частину півострова займають християнські Кастилія, Леон (Астурія, Галісія), Наварра та Арагонське королівство (Арагон, Барселона). Королем Англії є Генріх II Плантагенет (до 1189). Данія розділена між Свеном III та Кнудом V (до 1157).
Київ захопив Юрій Довгорукий (до 1157). Ярослав Осмомисл княжить у Галичі (до 1187). Новгородська республіка фактично незалежна. У Польщі період роздробленості. На чолі королівства Угорщина стоїть Геза II (до 1162).
На Близькому сході існують держави хрестоносців: Єрусалимське королівство, Антіохійське князівство, графство Триполі. Сельджуки окупували Персію та Малу Азію, в Єгипті владу утримують Фатіміди, у Магрибі Альмохади, у Середній Азії правлять Караханіди та Каракитаї. Газневіди втримують частину Індії. У Китаї співіснують держава ханців, де править династія Сун, держава чжурчженів, де править династія Цзінь, та держава тангутів Західна Ся. На півдні Індії домінує Чола. В Японії триває період Хей'ан.

## Події
- Юрій Довгорукий захопив київський престол, вигнавши Ізяслава Давидовича. Довгорукий встановив уділи своїм синам: Андрій Боголюбський отримав Вишгород, Гліб — Переяслав, Борис — Туров, Василько — Поросся.
- Мстислав Ізяславич, син ізяслава Мстиславича, утік спочатку на Волинь, а потім у Польщу шукати союзників.
- Суздальський князь Андрій Боголюбський вивіз з Вишгорода у Володимир-на-Клязьмі ікону Богородиці, яка на початку XII ст. була привезена з Константинополя.
- Юрій Довгорукий прогнав з Києва митрополита Климента Смолятича і попросив Царгород призначити іншого.
- Папа Адріан IV наклав інтердикт на Рим, вимагаючи від римлян вигнання Арнольда Брешіанського. Римляни скорилися.
- Страчено Арнольда Брешіанського.
- Фрідріха Барбароссу короновано імператором Священної Римської імперії.
- Місто Барі збунтувало проти Сицилійського королівства і проголосило своїм володарем візантійського імператора.
- Роберт II заволодів Капуєю.
- Буллою Laudabiliter папа римський Адріан IV віддав Ірландію в підпорядкування англійському королю.
- Нур ад-Дін захопив Баальбек.